# Mount Hill, South Australia
Mount Hill är ett berg i Australien. Det ligger i regionen Tumby Bay och delstaten South Australia, omkring 240 kilometer nordväst om delstatshuvudstaden Adelaide. Toppen på Mount Hill är 183 meter över havet, eller 58 meter över den omgivande terrängen. Bredden vid basen är 3,2 km.
Trakten runt Mount Hill är nära nog obefolkad, med mindre än två invånare per kvadratkilometer.. Närmaste större samhälle är Ungarra, omkring 19 kilometer sydväst om Mount Hill.
Trakten runt Mount Hill består till största delen av jordbruksmark. Genomsnittlig årsnederbörd är 430 millimeter. Den regnigaste månaden är juni, med i genomsnitt 90 mm nederbörd, och den torraste är oktober, med 9 mm nederbörd.